# Cavalier king charles spaniel
Cavalier king charles spaniel – rasa psa, należąca do IX grupy (psy ozdobne i do towarzystwa), zaklasyfikowana do sekcji 7 (angielskie spaniele miniaturowe). Typ wyżłowaty. Nie podlega próbom pracy.

## Rys historyczny
Przodkami tych psów były płochacze francuskie i hiszpańskie. W XVI wieku cavaliery cenione były we Francji głównie przez Henryka III, a później przez Ludwika XIV. W Anglii znane były w kręgach arystokracji jako psy do towarzystwa. Rasa ta znalazła uznanie wśród takich osobistości jak: Karol I i II, od którego wzięła się nazwa rasy, hodowali je także wcześniej: Henryk VIII, Elżbieta I oraz Maria Stuart.
Po XVII wieku zaczęły wchodzić w modę psy z bardziej spłaszczoną kufą, na wzór mopsa i china japońskiego. Przez następne stulecia rasa niemal całkowicie zmieniła swój wygląd. W 1920 roku Amerykanin Roswell Eldridge wziął udział w wystawie psów Crufts Dog Show w Anglii. Jako że nie znalazł tam King Charles Spanieli znanych mu z obrazów z XVII wieku, zorganizował konkurs, którego celem było przywrócenie starego wzorca psów. Pierwszym zwycięzcą konkursu była suka o imieniu Ann’s Son, która stała się pierwowzorem rasy. W 1928 roku została wybrana nowa nazwa Cavalier King Charles Spaniel.

## Wygląd

### Budowa
- Głowa i czaszka: czaszka prawie płaska między uszami. Płytki stop. Długość kufy od stopu do czubka nosa około 4 cm. Nozdrza czarne, dobrze rozwinięte, bez niedopigmentowanych plam. Kufa zwężająca się. Wargi dobrze rozwinięte, ale nie obwisłe. Twarzoczaszka dobrze wypełniona pod oczami. Niepożądana jakakolwiek tendencja do wąskiej kufy (bekasi pysk).
- Oczy: duże, ciemne, okrągłe lecz nie wyłupiaste, szeroko rozstawione.
- Uszy: długie, wysoko osadzone, mocno opiórowane.
- Pysk: szczęka i żuchwa mocne z doskonałym zgryzem nożycowym tj. górne zęby ściśle zachodzące na dolne, ustawione prostopadle do szczęki i żuchwy.
- Szyja: umiarkowanej długości, nieco łukowata.
- Kończyny przednie: umiarkowanie rozwinięta klatka piersiowa, dobrze kątowane łopatki, kończyny proste z umiarkowanym kośćcem.
- Kończyny tylne: nogi o umiarkowanie mocnym kośćcu, dobrze kątowany staw kolanowy – bez tendencji do postawy krowiej lub sierpowatego postawienia kończyn.
- Łapy: zwarte, wysklepione i mocno owłosione.
- Ogon: długość ogona w proporcji do ciała, dobrze osadzony, noszony wesoło lecz nigdy zbytnio powyżej linii grzbietu.
- Tułów: krótki, zwarty, dobrze ożebrowany. Grzbiet prosty.
- Ruch: swobodny, elegancki z mocną akcją kończyn tylnych. Kończyny przednie oglądane z przodu i z tyłu poruszają się równolegle.

### Szata i umaszczenie

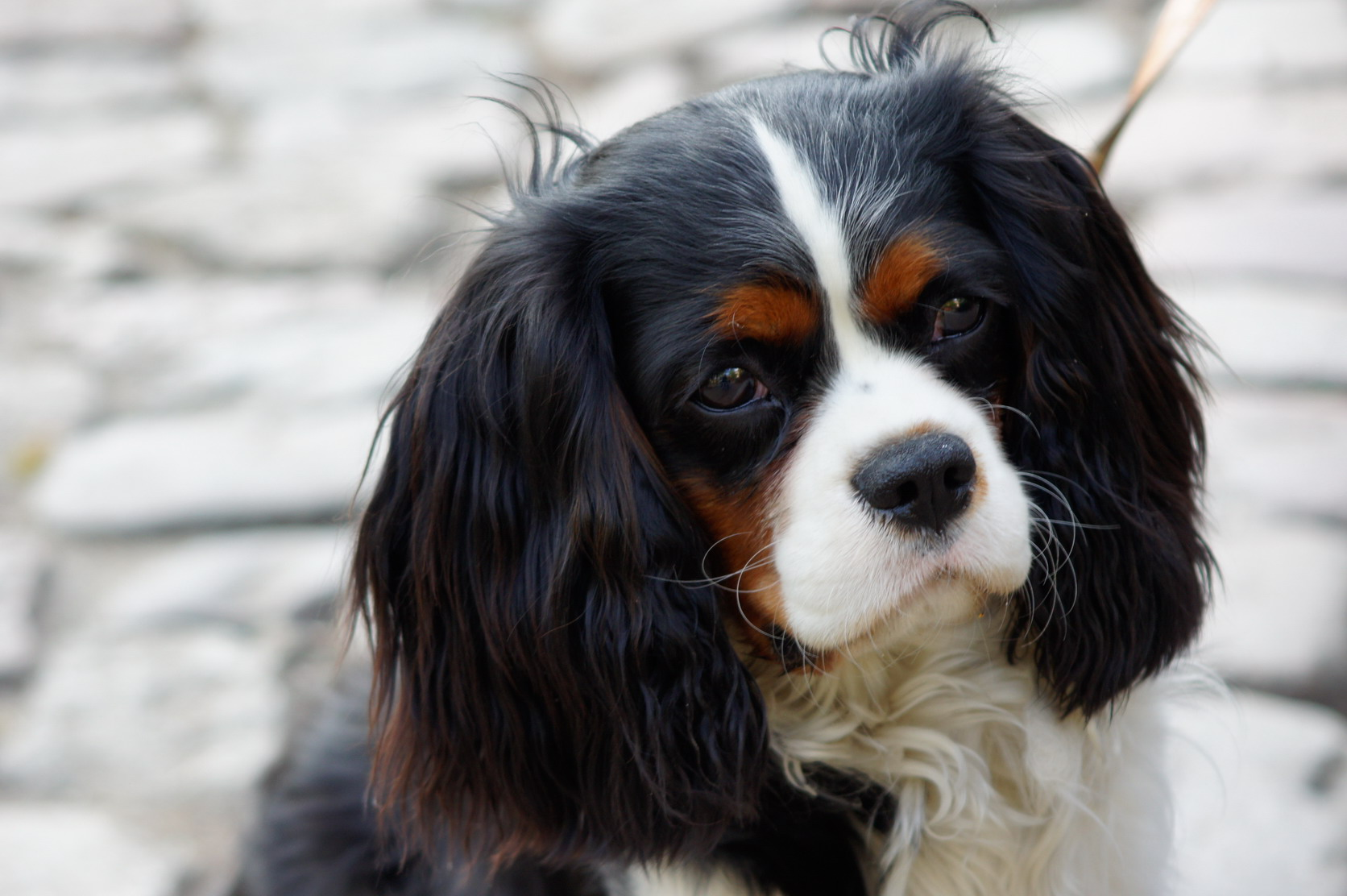
Cavalier tricolor - umaszczenie głowy.

- Szata jest długa i jedwabista, zupełnie bez loków. Lekka falistość dopuszczalna. Obfite pióra. Zupełnie nie trymowana.
- Uznane umaszczenia:

1. Blenheim: głęboki kasztanowo-rudy kolor łat równomiernie rozmieszczonych na perłowobiałym tle. Znaczenia na głowie symetryczne z miejscem między uszami na wysoko cenioną plamę (znaczenie) w kształcie rombu (jest to charakterystyczna cecha rasy).
2. Tricolor (trójkolorowe): czarne i białe łaty równo rozmieszczone z podpalanymi znaczeniami nad oczami, na policzkach, wewnątrz uszu, na wewnętrznej stronie kończyn i spodzie ogona. Jakiekolwiek inne kolory lub rozkład barw w najwyższym stopniu niepożądane.
3. Black and tan (czarne podpalane): kruczoczarne tło z podpalaniem nad oczami, na policzkach, wewnątrz uszu, na klatce piersiowej i pod spodem ogona. Podpalanie powinno być w żywym odcieniu. Białe znaczenia niepożądane.
4. Ruby (rubinowy): jednolity kolor głęboko czerwony. Białe znaczenia niepożądane.

## Zachowanie i charakter

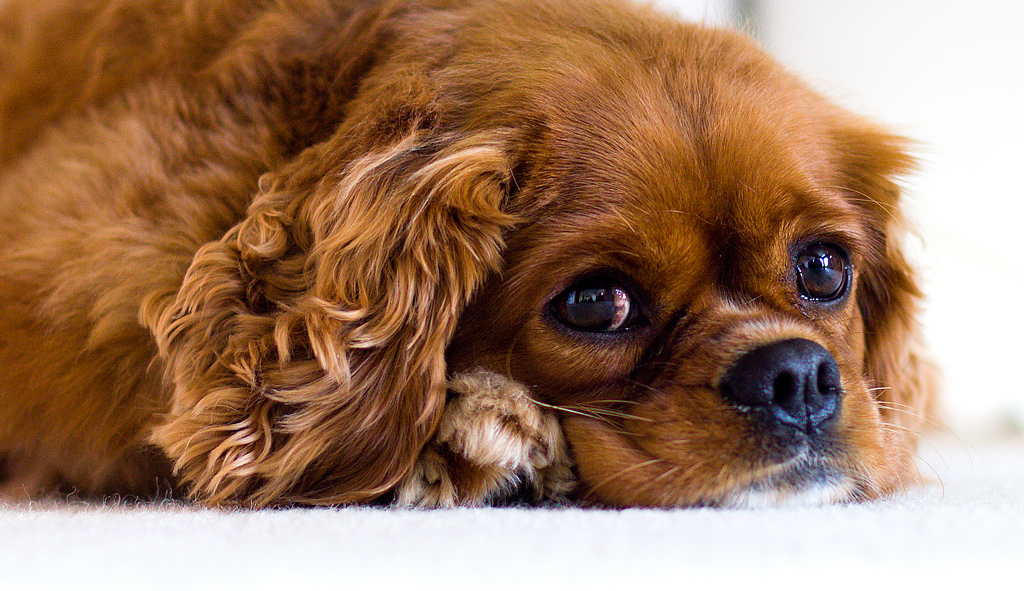

Żywy i wesoły, pełen wdzięku, lubiący zabawę, przywiązany do członków rodziny, pozbawiony lęku i agresji, przyjacielski. Wykazuje się zachowaniami prospołecznymi wobec psów oraz innych zwierząt domowych. Cavaliery to psy uległe, potrzebują odpowiedniej dawki ruchu.

## Użytkowość
Współcześnie cavalier king charles spaniel jest hodowany w celach reprezentacyjnych. Wykorzystuje się także go w terapii chorych. Nadaje się do psich sportów tj. mini agility. Dawniej używany do polowań. Teraz jest psem głównie do towarzystwa.

## Zdrowie i pielęgnacja
Cavaliery cierpią na wiele chorób dziedzicznych, między innymi:
- dysplazja stawów biodrowych i łokciowych,
- dystrofia mięśniowa,
- zapaść wysiłkowa[6].

Ponadto psy tej rasy wykazują predyspozycje do chorób takich jak:
- dystrofia siatkówki i rogówki,
- małoocze,
- zaćma,
- atopowe zapalenie skóry,
- torbiele łojowe,
- przewlekłe zapalenie trzustki,
- zapalenie płuc,
- zwyrodnienie zastawki mitralnej serca,
- choroba zakrzepowo-zatorowa serca,
- cukrzyca,
- choroba Cushinga[7][8].

Częstą chorobą genetyczną, na którą cierpią cavaliery, jest też jamistość rdzenia. Pojawia się wtedy, gdy rozmiar czaszki zwierzęcia jest zbyt mały, by pomieścić mózg. Objawy powodowane przez zalegający w tzw. jamach płyn mózgowo-rdzeniowy to silny ból, osłabienie łap, niewłaściwe ułożenie głowy lub brak koordynacji ruchowej.
Regularnie należy kontrolować stan wrażliwych oczu i uszu. 
Wymaga częstego czesania. Sierści się nie podcina.
W lutym 2022 roku Sąd Okręgowy w Oslo zakazał hodowli psów ras brachycefalicznych – w tym cavalier king charles spanieli – ponieważ narusza ona ustawę o dobrostanie zwierząt, przyczyniając się do ich problemów zdrowotnych.